# عزيزالله كرزاي
عزيز الله كرزاي سياسي أفغانستاني. يشغل منصب سفير لدى روسيا، وهو المنصب الذي يشغله منذ 28 أغسطس 2010.

## السنوات المبكرة
عزيز الله هو في الأصل من جنوب أفغانستان. وينتمي إلى عشيرة كرزاي من البشتون. وعمه هو الرئيس الأفغاني السابق حامد كرزاي. قبل تشكيل حكومة طالبان كان هو السفير الأفغاني في بولندا. وهو يُعتبر مُهتم في شؤون القبيلة في عائلته.  خلال هجوم الولايات المتحدة على أفغانستان في نوفمبر / تشرين الثاني 2001، قال: «القبلية أخطر من الأصولية الإسلامية لطالبان لأنه ينتشر في مجتمع البشتون».

## سفيرًا لأفغانستان
بعد سقوط حكومة طالبان تم تعيين كرزاي سفيرًا أفغانيًا لدى جمهورية التشيك. أصبح فيما بعد مساعدة لوزير الخارجية الأفغاني وسفير أفغانستان لدى السعودية.   ومنذ عام 2010 وهو يشغل منصب سفير أفغانستان في روسيا.